# Embalse del Pasteral
El embalse del Pasteral es una infraestructura hidroeléctrica española construida sobre el río Ter, en el barrio del Pasteral del municipio de La Cellera de Ter, que le da nombre, en la comarca de La Selva, provincia de Gerona, Cataluña.
Su construcción fue encargada por la empresa textil Burés i Salvadó en el año 1885, con el fin de suministrar electricidad a la fábrica Anglés Textil, de la familia Burés, que se encontraba a poca distancia río abajo. Fue una obra importante para la época, con 154 m de longitud, 20 m de altura y un grosor que oscila entre los 20 m de la base y los 4 m de la parte superior. La central entró en funcionamiento en 1905, con una potencia inicial de 1.600 caballos de vapor, suficiente para dar corriente eléctrica a las poblaciones de  Cellera, Anglès, Estanyol, Salt, Cassà de la Selva, Llagostera, Palafrugell, la Bisbal d'Empordà, Palamós, Calonge i Sant Feliu de Guíxols.
Forma parte, junto con los embalses de Sau y Susqueda, de los tres pantanos que unen la comarca de Osona con la de La Selva. 
Toda la zona que rodea el embalse tiene interés por la flora y la fauna. En el embalse se puede practicar la navegación a remo, a vela y a motor a menos de 3 nudos de velocidad. El embalse se extiende por los municipios de La Cellera de Ter y Amer.